# Alpha Dog
Pour plus de détails, voir Fiche technique et Distribution.
Alpha Dog ou Mâle Alpha au Québec (Alpha Dog) est un film germano-américain écrit et réalisé par Nick Cassavetes, tourné en 2004 et présenté au Festival de Sundance en 2006, avant sa sortie mondiale en 2007.

## Synopsis
Le scénario s'inspire de faits réels. Johnny Truelove est un trafiquant de drogue bien connu de son entourage. À 19 ans, il possède une maison de trois chambres, une voiture de luxe, et a des amis très fidèles qui l'aident à s'occuper de ses affaires. Elvis, devenu son homme de ménage afin de payer sa dette, lui est soumis. Son père, Sonny Truelove, approvisionne son fils en marijuana.
Un vendredi soir, à la suite de l'une de ses nombreuses fêtes, Johnny croise Jake Mazursky, un de ses amis et trafiquant de drogue à temps partiel. Jake ne parvient pas à payer ses dettes à Johnny, alors ils se battent. Plus tard, Jake pénètre par effraction dans la maison de Johnny. Celui-ci se réveille, prend son pistolet, et l'observe, mais toutefois ne tire pas.
Quelque temps après, Zach 15 ans, rend visite à son frère Jake. Zach lui parle de ses frustrations, liées à sa mère qui le traite comme un petit garçon. La mère de Zach téléphone et ordonne à Jake de le ramener à la maison. Zach, fâché avec ses parents, décide de s'enfuir de la maison.
Johnny et ses amis Frankie et Tiko souhaitent prendre leur revanche sur Jake, mais ce dernier n'est pas chez lui. En route, ils rencontrent Zach, le frère de Jake, et le forcent à embarquer dans leur fourgon. Ils espèrent ainsi forcer Jake à payer sa dette. Malgré son enlèvement, Zach apprécie somme toute la situation ; il se sent bien avec « ses nouveaux amis » et ne regrette pas d'être loin de la maison et de sa mère surprotectrice. Il fait la fête avec le gang : boissons alcoolisées et drogues, et perd même sa virginité. Il est confiant, pensant que Jake payera bientôt sa dette, et qu'il sera alors libéré.
Johnny, inquiété par le fait que l'enlèvement pourrait devenir un problème judiciaire, contacte l'avocat de son père. Il lui parle d'une « hypothétique » situation d'enlèvement concernant un de ses copains qui en fait est bien réelle. L'avocat confirme à Johnny que dans une telle situation, les personnes impliquées s'exposent à une peine de prison à vie et que « son copain » ferait mieux de creuser une tombe.
Johnny demande alors à Frankie d'assassiner Zach pour 2 500 $US. Frankie refuse d'emblée, estimant qu'il s'agit d'un geste absurde... Johnny rétorque qu'il ne s'agissait que d'une plaisanterie mais propose, peu après, à Elvis la même besogne en échange d'une annulation de sa dette. Elvis demandera à Frankie en vain de l'aider à creuser le trou dans lequel il enterrera Zach. Elvis se tourne alors vers Keith, l'ami de Frankie. À contre-cœur Keith, qui n'est pourtant pas enclin à la violence, accepte de coopérer. Pendant que Keith et Elvis creusent le trou, Frankie donne à Zach l'occasion de s'échapper, mais celui-ci ne se sentant pas en danger, ne sent pas la nécessité de fuir.
Sonny Truelove et Cosmo, l'ami de la famille, tentent de retrouver Johnny avant qu'il ne commette l'irréparable. Ils invitent Johnny à libérer Zach et tentent de le convaincre en lui disant qu'il réussiront, avec l'aide d'un bon avocat, à obtenir une peine de deux ans seulement ; une perspective insupportable pour Johnny.
Plus tard dans la nuit, Elvis, Frankie et Keith disent à Zach qu'ils vont le reconduire chez lui. Une fois rendu sur le lieu de l'assassinat, Keith refuse de participer au meurtre, étreint Zach et court attendre dans la voiture. Frankie promet à Zach que tout va bien aller, alors que celui-ci panique et commence à comprendre le sort que lui ont réservé ses bourreaux, qui lui ligotent les poignets et le bâillonnent avec de l'adhésif. Par surprise, Elvis frappe Zach à la tête à l'aide d'une pelle et le tue d'une rafale de pistolet-mitrailleur.
L'épilogue du film montre les répercussions de cette exécution. Olivia, la mère de Zach est interviewée ; elle parle de ses tentatives de suicide et de la perte de son fils à la suite du meurtre. Tous les membres du gang sont emprisonnés et Elvis, condamné à la peine de mort pour homicide prémédité avec circonstance aggravante, est dans le couloir de la mort. Quant à Johnny, il s'est enfui au Paraguay, mais à la suite d'une cavale de cinq ans, il est intercepté par Interpol. Il encourt lui aussi la peine de mort...

## Fiche technique
- Titre original : Alpha Dog
- Titre français : Alpha Dog
- Titre québécois : Mâle Alpha
- Réalisation : Nick Cassavetes
- Scénario : Nick Cassavetes
- Photographie : Robert Fraisse
- Musique : Aaron Zigman
- Production : Sidney Kimmel et Chuck Pacheco
- Tournage : du 8 novembre 2004 au 22 décembre 2004
- Pays d'origine :  États-Unis |  Allemagne
- Langue : anglais
- Genre : Film dramatique, Film policier, Film biographique
- Durée : 117 minutes
- Dates de sortie : 
  -  États-Unis : 27 janvier 2006 (Festival de Sundance) / 3 janvier 2007 (première à Hollywood) / 12 janvier 2007 (sortie nationale)
  -  France : 28 mars 2007
  -  Belgique : 25 avril 2007
- Classification : Interdit en salles aux moins de 12 ans lors de sa sortie en France

## Distribution
Note : entre parenthèses après le rôle, le nom de la personne réelle qui l'a inspiré.
- Bruce Willis (VF : Patrick Poivey[2] - VQ : Jean-Luc Montminy) : Sonny Truelove (John « Jack » Hollywood)
- Matt Barry (VF : Guillaume Lebon) : l'interviewer
- Emile Hirsch (VF : Emmanuel Garijo[2] ; VQ : Philippe Martin) : Johnny Truelove (Jesse James Hollywood)
- Fernando Vargas (VQ : Sylvain Hétu) : Tiko « TKO » Martinez (William Skidmore)
- Vincent Kartheiser (VF : Henry-David Cohen[3] ; VQ : Guillaume Champoux) : Pick Giamo
- Justin Timberlake (VF : Alexis Tomassian[2] ; VQ : Nicolas Charbonneaux-Collombet) : Frankie « Nuts » Ballenbacher (Jesse Rugge[4])
- Shawn Hatosy (VF : Vincent Barazzoni[2] ; VQ : Hugolin Chevrette-Landesque) : Elvis Schmidt (Ryan Hoyt)
- Alex Solowitz (VF : Adrien Antoine) : Bobby « 911 » Kaye (Brian Affronti)
- Harry Dean Stanton (VF : Yves Barsacq ; VQ : Alain Sauvage) : Cosmo Gadabeeti (John Roberts)
- Ben Foster (VF : Benoît Magimel ; VQ : Martin Watier) : Jake Mazursky (Benjamin Markowitz)
- Anton Yelchin (VF : Jules Sitruk[2] ; VQ : Nicolas Bacon) : Zack Mazursky (Nicholas Markowitz)
- Sharon Stone (VF : Micky Sébastian[2] ; VQ : Anne Dorval) : Olivia Mazursky (Susan Markowitz)
- Olivia Wilde (VF : Alexandra Garijo ; VQ :  Catherine Proulx-Lemay) : Angela Holden (Michelle Lasher)
- Heather Wahlquist (VF : Isabelle Langlois - VQ : Karine Vanasse) : Wanda Haynes
- Chuck Pacheco (VF : Gilles Morvan[2]) : Chucky Mota
- Chris Kinkade (VF : Jean-François Aupied) : Juergen Ballenbacher
- Dominique Swain (VF : Dorothée Pousséo[2] ; VQ : Aline Pinsonneault) : Susan Hartunian
- Christopher Marquette (VF : Donald Reignoux ; VQ : Xavier Dolan) : Keith Stratten (Graham Pressley)
- Alex Kingston (VF : Véronique Augereau[2]) : Tiffany Hartunian
- Amanda Seyfried (VF : Karine Foviau[2] ; VQ : Stéfanie Dolan) : Julie Beckley
- Charity Shea (VF : Ingrid Donnadieu[3]) : Sabrina Pope
- Bobby Cooper (VF : Thierry Murzeau) : Bob Nolder
- Amber Heard : Alma
- Janet Jones (VF : Brigitte Aubry[3]) : Elaine Holden
- Lukas Haas (VF : Xavier Fagnon[2]) : Buzz Fecske
- Holt McCallany : le détective Tom Finnegan

## Autour du film
- Le film est basé sur l'histoire vraie de l'enlèvement suivi du meurtre en 1999 dans l'État de Californie d'un jeune homme de 15 ans, Nicholas Markowitz (Zach Mazursky dans le film), et de la participation alléguée de Jesse James Hollywood (Johnny Truelove), un jeune trafiquant de drogue[5]. Il a été condamné à la prison à perpétuité le 15 juillet 2009. Parmi ses complices, Graham Pressley (Keith Stratten) et William Skidmore (Tiko « TKO » Martinez) ont été libérés respectivement en 2007 et le 9 avril 2009 ; Jesse Rugge (Frankie « Nuts » Ballenbacher) a été condamné à la prison à vie avec possibilité de libération sur parole après 5 ans, refusée en 2006[4] ; quant à Ryan Hoyt (Elvis Schmidt), l'assassin de Markowitz, son procès a eu lieu d'octobre 2001 à février 2003 et il est actuellement dans le couloir de la mort dans la prison de San Quentin.
- Leonardo DiCaprio était le premier choix pour incarner Johnny Truelove.
- Si certains acteurs du film avaient déjà collaboré ensemble comme Ben Foster qui retrouve Bruce Willis après Otage de Florent Emilio Siri, Nick Cassavetes qui retrouve Dominique Swain après avoir joué à ses côtés en tant qu'acteur dans Volte-face de John Woo, Shawn Hatosy et Heather Wahlquist ainsi que David Thornton qui ont collaboré sur John Q, également réalisé par Nick Cassavetes ; d'autres se retrouveront comme par exemple Justin Timberlake, Amanda Seyfried, Olivia Wilde et Vincent Kartheiser sur le film Time Out d'Andrew Niccol.